# Turó del Fum
El Turó del Fum és una muntanya de 222 metres que es troba al municipi de Sant Celoni, a la comarca del Vallès Oriental.